# Jean-Paul Snappe
Pour les articles homonymes, voir Snappe.
Jean-Paul Snappe, né à Frameries le 11 novembre 1951 est un homme politique belge, membre d'Ecolo.

Il est agrégé de l’enseignement secondaire inférieur (1973); enseignant (1973-1974); permanent au sein de la Jeunesse étudiante chrétienne (1974-1978), puis au Conseil de la Jeunesse catholique (1978-1980); secrétaire du Conseil interdiocésain des laïcs (1980-1987); animateur à l’ONG Entraide et fraternité (1987-1991); conseiller CPAS de Tournai (1989-); chef de Cabinet du ministre des Affaires sociales et de la Santé en Région wallonne, Thierry Detienne (1999-2001); le 16 mai 2001, nommé juge à la Cour d’Arbitrage, où il succède à Janine Delruelle.

## Carrière politique
- 1991-1995 : Sénateur belge élu direct
- 1995-1999 : Député wallon et de la Communauté française
  - deuxième vice-président du bureau du Parlement wallon (12 juillet 1999-13 juin 2004)